# Tradicionàrius
El Tradicionàrius, nom amb el qual és conegut el Festival de Música Tradicional i Popular Tradicionàrius, és un festival de música tradicional catalana creat a Barcelona el 1987, gràcies a l'impuls d'un col·lectiu de música folk encapçalat per Jordi Fàbregas (1951-2021).
En la seva 37a edició, que se celebrà al Centre Artesà Tradicionàrius de Barcelona com a seu principal, comptà amb 55 espectacles, entre ells el retorn de Mesclat als escenaris, i l'assistència de més de 10.500 persones.